# Homalotylus mexicanus
Homalotylus mexicanus är en stekelart som beskrevs av Timberlake 1919. Homalotylus mexicanus ingår i släktet Homalotylus och familjen sköldlussteklar. Inga underarter finns listade i Catalogue of Life.